# Gaofen
Gaofen (Chinees: 高分, letterlijk hoge resolutie) is een reeks aardobservatiesatellieten die specifiek zijn ontwikkeld voor het verzamelen van gedetailleerde beelden van de aarde. Ze maken deel uit van het China High-resolution Earth Observation System (CHEOS) en worden voornamelijk gebruikt voor civiele toepassingen, zoals landbouwmonitoring, rampenbeheer, milieuanalyse en hulpbronnenbeheer. Deze satellieten beschikken over geavanceerde sensoren, zoals optische camera's en radar (synthetische-apertuurradar, SAR), waarmee ze beelden kunnen maken in verschillende spectrums, zoals het zichtbare licht, infrarood of radar. Dit stelt ze in staat om zowel onder normale omstandigheden als bij slecht weer of 's nachts nuttige informatie te verzamelen.

## Samenwerking
Hoewel de primaire focus van de Gaofen-satellieten ligt op civiele doeleinden, zoals het monitoren van landbouw en milieu, is er enige speculatie over het gebruik van latere satellieten, zoals Gaofen 8 en verder, voor militaire toepassingen. Dit komt doordat er weinig gedetailleerde informatie beschikbaar is over deze satellieten, wat suggereert dat ze mogelijk ook een dual-use functie kunnen hebben, geschikt voor zowel civiele als militaire missies.
In 2003 sloten de Chinese nationale ruimtevaartorganisatie (CNSA) en Roskosmos (de Russische ruimteorganisatie) een samenwerkingsovereenkomst om gegevens van de Gaofen-satellieten te delen met data van Russische satellieten met vergelijkbare mogelijkheden. Deze samenwerking werd verder uitgebreid in augustus 2021, toen de ruimtevaartagentschappen van de BRICS-landen (Brazilië, Rusland, India, China en Zuid-Afrika) overeenkwamen om ruimtegebonden sensorgegevens met elkaar te delen.

## Lancering en status
Sinds de start van het programma in 2013 werden 31 satellieten succesvol gelanceerd, alle zijn nog operationeel (2024). Er was één lancering die als mislukt wordt beschouwd (Gaofen 10 in 2016). De satellieten worden gelanceerd vanaf verschillende lanceerplaatsen in China: Jiuquan, Taiyuan en Xichang.

## Payloads en doelen
De payloads van de Gaofen-satellieten zijn divers. Veel satellieten bevatten optische sensoren, variërend van hoge resolutie (zoals 0,8 m voor Gaofen 2) tot medium resolutie (zoals 16 m voor Gaofen 1). Andere satellieten, zoals Gaofen 5 en Gaofen 5-02, zijn uitgerust met hyperspectrale sensoren en polarisatiesensoren, waarmee ze geavanceerde aardobservatie kunnen uitvoeren. Sommige satellieten, zoals Gaofen 3, hebben een synthetische-apertuurradar (SAR) voor aardoppervlaktebeelden, wat nuttig is voor monitoring van bijvoorbeeld het milieu of rampen.
Gaofen 1, 2, 5, 6 en 7 bevatten optische en multispectrale sensoren, en zijn bedoeld voor toepassingen zoals landgebruik, milieu- en landbouwmonitoring.
Gaofen 3, 12 en 12-02 zijn uitgerust met SAR-technologie, die handig is voor monitoring onder alle weersomstandigheden, zoals over land- en maritieme gebieden.

## Omloop en baanparameters
De meeste Gaofen-satellieten draaien in een heliosynchrone baan, wat hen in staat stelt om op vaste tijden dezelfde gebieden van de aarde te observeren. De hoogte van de orbit varieert van ongeveer 500 km tot 758 km, afhankelijk van de specifieke satelliet.
Gaofen 4 en 13 draaien in geostationaire banen voor continue observatie, met payloads gericht op visuele en middelgolf-infraroodspectra.
Gaofen 10 was een mislukte lancering, wat betekent dat deze satelliet nooit operationeel werd.